# Bradford City A.F.C.
Bradford City er en engelsk fodboldklub fra Bradford i Yorkshire, der spiller i League One, men som så sent som 2001 var i Premier League.
Klubben var med i toppen i starten af 1900-tallet men rykkede ud af den bedste række i 1922. Først i 1999 kom klubben tilbage til den bedste række. I de 77 år uden for den bedste række, var der kun fokus på klubben i forbindelse med Bradford City-katastrofen i 1985, hvor 56 tilskuere døde under en brand på stadion, da klubben mødte Lincoln City.
Bradford vandt i 1911 FA Cuppen, hvilket er klubbens eneste trofæ. I 2000 deltog klubben i Toto Cuppen, men tabte i semifinalen til Zenit Skt. Petersborg. I 2013 spillede klubben sig sensationelt i finalen i Capital One Cup mod walisiske Swansea City A.F.C..
Den dansk-fødte færøske landsholdsspiller, Claus Bech Jørgensen har tidligere spillet for klubben.